# Михаило Поповић (свештеник)
Михаило Поповић (Бискупија, 6. новембар 1899 — јама Голубњача, 1941) је био јереј СПЦ и парох у Полачи код Книна.

## Биографија
Рођен је у Бискупији код Книна. Богословију у Сремским Карловцима је завршио 1928, па је те исте године рукоположен. Постао је најпре парох у свом месту Бискупији, па онда у Церању и на крају у Полачи код Книна. Док је на Спасовдан 1941. служио Свету Литургију усташе су упали у цркву и ухапсили га на излазу из цркве. Тада су ухапсили већи број људи, који су били у цркви. Све су их одвели у затвор у Книну. Држали су их ту до 5. јуна 1941, па су их одвезли до рудника под Промином. Свезали су их све једним ланцем, побили и бацили у чувену јаму Голубњачу.